# 다이리

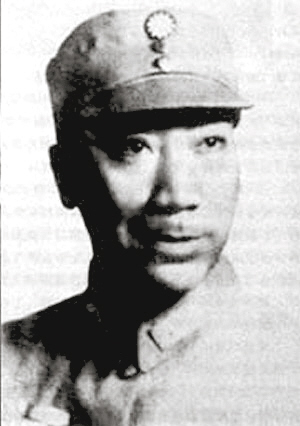
다이리

다이리(중국어: 戴笠, 병음: Dài Lì, 한자음: 대립, 1897년 5월 28일~1946년 3월 17일)는 중화민국의 군인, 정치인으로 자는 위눙(중국어: 雨農, 병음: Yǔnóng, 한자음: 우농)이다. 대륙 통치기 장제스 정권의 공안, 첩보 계통 책임자였으며, 중화민국 군사 정보조직인 군사위원회 조사통계국(군통)을 세우고 국장을 맡았다. 초공 작전 등 중국공산당과 일본 제국을 대상으로 한 정보전을 지휘하여 중일 전쟁의 승리를 이끌어냈으며, 제2차 국공내전 도중인 1946년에 비행기 사고로 사망했다. 사후 중장 계급에 추서되었다.

## 대중 문화
다음은 영상 매체에서 다이리를 연기한 배우이다.
- 먀오차오웨이(苗僑偉): 《상해황제: 세월풍운》(1993)
- 왕웨이화(王伟华): 《상하이 상하이》(2010)
- 우전위(吳鎮宇): 《대상해》(2013)
- 관리제(關禮傑): 《효웅》(2015)